# Maraharé
Maraharé är en ort i Komorerna.   Den ligger i distriktet Anjouan, i den centrala delen av landet, 130 km sydost om huvudstaden Moroni. Maraharé ligger 81 meter över havet och antalet invånare är 1 415. Den ligger på ön Anjouan.
Terrängen runt Maraharé är huvudsakligen kuperad, men västerut är den platt. Havet är nära Maraharé åt sydväst.  Närmaste större samhälle är Sima, 5,6 km nordväst om Maraharé. I omgivningarna runt Maraharé växer i huvudsak städsegrön lövskog.